# 臼井章悟
臼井 章悟（うすい しょうご、1981年10月14日 - ）は、日本の俳優。
兵庫県出身。メインキャストプロダクション所属。身長175cm。

## TV
- 美の巨人たち （2011年/TX）
- 最後の約束 （2009年/CX/警官役）
- 監査法人 （2008年/NHK）
- マチベン （2008年/NHK）
- 特命係長只野仁 （2008年/ANB）
- 最終警告!たけしの本当は怖い家庭の医学 （2008年/ABC）

## CM
- コカ・コーラ ゼロ （2008年/日本コカコーラ株式会社）

## PV
- BATたばこインタビュー （2008年）

## ミュージカル
- 魔弾の射手 （2008年/ン・シュテークスマン演出/兵士・なめくじ役）

## 映画
- 岸和田少年愚連隊女番哀歌（2007年/松竹・吉本興業/島田組組員役）
- 大阪ハムレット（2009年/アートポート/光石富士朗監督）
- BALLAD 名もなき恋のうた（2009年/山崎貴監督/足軽役）
- ヌードの夜/愛は惜しみなく奪う（2010年/石井隆監督/警官役）

## 舞台
- LOVE2010真夏の夜の夢（2010年/郡司企画/郡司行雄演出/クインズ・イージアス役）
- まちかどの夢（2010年/PROGRAM/橋本千春演出/政役）
- ギフト（2010年/赤坂ジルバ/卓也役）
- 指輪（2010年/店長役）
- ある日の出来事（2010年/男1役）
- 曼珠沙華の咲く頃には（2010年/隆史役）
- ある日の出来事（2010年/男1役）
- いつだってアリス！（2010年/カバン屋役）
- 星屑の街（2010年/ボーイ役）
- 容疑者サンタクロース（2010年/刑事役）
- この醜くも美しい世界で（2010年/テロリスト役）
- いつだってアリス！（2010年/王子役）
- ピカレスク（2010年/東山役）
- 容疑者サンタクロース（2010年/刑事役）
- 陽のあたる場所（2010年/管理人役）
- ヴェニスの商人（2010年/ステファーノ役）
- 遺産相続（2010年/父親役）
- ある男と女の話（2010年/部下役）
- ギフト（2010年/店長（兄）役）
- 裁判員の評決（2010年/刑務官役）